# Noruega en los Juegos Olímpicos de París 2024
Noruega estuvo representada en los Juegos Olímpicos de París 2024 por un total de 107 deportistas que compitieron en 18 deportes. Responsable del equipo olímpico es el Comité Olímpico Noruego, así como las federaciones deportivas nacionales de cada deporte con participación.
Los portadores de la bandera en la ceremonia de apertura fueron el voleibolista Christian Sørum y la jugadora de balonmano Katrine Lunde.

## Medallistas
El equipo olímpico de Noruega obtuvo las siguientes medallas:
| Nombre                     | Deporte      | Competición    |
| -------------------------- | ------------ | -------------- |
| Oro                        |              |                |
| Jakob Ingebrigtsen         | Atletismo    | 5000 m M       |
| Markus Rooth               | Atletismo    | Decatlón M     |
| Equipo                     | Balonmano    | Torneo F       |
| Solfrid Koanda             | Halterofilia | 81 kg F        |
| Plata                      |              |                |
| Karsten Warholm            | Atletismo    | 400 m vallas M |
| Bronce                     |              |                |
| Grace Bullen               | Lucha libre  | 62 kg F        |
| Line Flem Høst             | Vela         | Laser Radial F |
| Anders Mol Christian Sørum | Vóley playa  | Torneo M       |